# بنما (مدينة)
مدينة بنما (بالإسبانية: Ciudad de Panamá، بالإنجليزية: Panama City) هي عاصمة جمهورية بنما وأكبر مدنها، ويبلغ إجمالي عدد سكانها 1,086,990 نسمة، مع أكثر من 2,100,000 نسمة في تجمعها الحضري. تقع المدينة على ضفاف خليج بنما في المحيط الهادي شرق قناة بنما، في محافظة بنما. المدينة هي المركز السياسي والإداري للبلاد، فضلاً عن كونها مركزًا للخدمات المصرفية والتجارة.
مدينة بنما هي المركز السياسي والإداري والثقافي للبلاد ورمز الحداثة وفن طهي الطعام والتجارة. المدينة القديمة مصنفة كموقع للتراث العالمي. اختيرت لتكون عاصمة الثقافة الأمريكية لعام 2003.

## تاريخ
تاسست المدينة في 15 اغسطس 1519 بمائة نسمة فقط وتعتبر أول مدينة دائمة في المحيط الهادي.
في غضون سنة من تأسيسها، أصبحت المدينة نقطة انطلاق لاستكشاف وغزو البيرو ونقطة عبور للذهب والفضة وتوجهه إلى إسبانيا. في 1671، القرصان هنري مورغان، بمساعدة من عصابة من 1,400 رجل، هاجم ونهب المدينة، التي دمرتها النيران في وقت لاحق، ولا تزال المدينة قائمة وتمثل منطقة سياحيه شعبية معروفة باسم مدينة لوس انجلوس بيخا بنما (المدينة القديمة). وقد أعيد بناؤها في عام 1673 في موقع جديد نحو 5 أميال إلى الجنوب الغربي من المدينة الأصلية. هذا الموقع هو المعروفة بهِ الآن باسم كاسكو بيخو (الربع القديم) من المدينة.
في أواخر عقد السبعينات وخلال عقد الثمانينات أصبحت بنما مركزا مصرفيا دوليا، مما جعلها مركز غسل الاموال غير المرغوب بها دوليا. وفي عام 1989 بعد ما يقرب عام من التوتر بين الولايات المتحدة وبنما، أمر الرئيس جورج بوش الأب غزو بنما والإطاحة بزعيمها، الجنرال مانويل نورييغا. ونتيجة لذلك دمر جزء من الشوريجو Chorrillo، وهو حي يتألف في معظمه من الخشب القديم يعود تاريخه إلى عقد التسعينات، حيث دمرته النيران. وتساعد الولايات المتحدة الآن في تمويل بناء عمارات سكنية كبيرة لتحل محل الأماكن المدمرة.

## جغرافيا
تقع بنما بين المحيط الهادئ والغابة الإستوائية في الجزء الشمالي من بنما. تمتد الحديقة الطبيعية الحضرية من مدينة بنما وصولا إلى قناة بنما٬ تحتوي طيورا فريدة من نوعها وحيوانات أخرى٬ مثل تابيرات٬ أسد الجبال وكيامن.

### المناخ
وفقًا لتصنيف مناخ كوبن، تتمتع مدينة بنما بمناخ السافانا الاستوائية (كوبن أو)، وهو أكثر جفافًا قليلاً من مناخ الرياح الموسمية الاستوائية. ويشهد هطول أمطار يبلغ 1900 ملم (74.8 بوصة) سنويًا. يمتد موسم الأمطار من مايو إلى ديسمبر، ويمتد موسم الجفاف من يناير إلى أبريل. تظل درجات الحرارة ثابتة طوال العام، بمتوسط حوالي 27 درجة مئوية (81 درجة فهرنهايت). أشعة الشمس خافتة في بنما لأنها تقع في منطقة التقارب المدارية، حيث يوجد تكوين مستمر تقريبًا للسحب، حتى خلال موسم الجفاف.
| البيانات المناخية لـمدينة بنما (1971–2000)                               | البيانات المناخية لـمدينة بنما (1971–2000) | البيانات المناخية لـمدينة بنما (1971–2000) | البيانات المناخية لـمدينة بنما (1971–2000) | البيانات المناخية لـمدينة بنما (1971–2000) | البيانات المناخية لـمدينة بنما (1971–2000) | البيانات المناخية لـمدينة بنما (1971–2000) | البيانات المناخية لـمدينة بنما (1971–2000) | البيانات المناخية لـمدينة بنما (1971–2000) | البيانات المناخية لـمدينة بنما (1971–2000) | البيانات المناخية لـمدينة بنما (1971–2000) | البيانات المناخية لـمدينة بنما (1971–2000) | البيانات المناخية لـمدينة بنما (1971–2000) | البيانات المناخية لـمدينة بنما (1971–2000) |
| الشهر                                                                    | يناير                                      | فبراير                                     | مارس                                       | أبريل                                      | مايو                                       | يونيو                                      | يوليو                                      | أغسطس                                      | سبتمبر                                     | أكتوبر                                     | نوفمبر                                     | ديسمبر                                     | المعدل السنوي                              |
| ------------------------------------------------------------------------ | ------------------------------------------ | ------------------------------------------ | ------------------------------------------ | ------------------------------------------ | ------------------------------------------ | ------------------------------------------ | ------------------------------------------ | ------------------------------------------ | ------------------------------------------ | ------------------------------------------ | ------------------------------------------ | ------------------------------------------ | ------------------------------------------ |
| متوسط درجة الحرارة الكبرى °م (°ف)                                        | 31.7 (89.1)                                | 31.7 (89.1)                                | 32.2 (90.0)                                | 32.2 (90.0)                                | 31.1 (88.0)                                | 30.6 (87.1)                                | 30.6 (87.1)                                | 30.6 (87.1)                                | 30.0 (86.0)                                | 29.4 (84.9)                                | 30.0 (86.0)                                | 30.6 (87.1)                                | 31.0 (87.8)                                |
| المتوسط اليومي °م (°ف)                                                   | 28.1 (82.6)                                | 28.1 (82.6)                                | 28.6 (83.5)                                | 28.9 (84.0)                                | 28.3 (82.9)                                | 27.8 (82.0)                                | 27.8 (82.0)                                | 27.8 (82.0)                                | 27.2 (81.0)                                | 27.0 (80.6)                                | 27.2 (81.0)                                | 27.5 (81.5)                                | 28.1 (82.6)                                |
| متوسط درجة الحرارة الصغرى °م (°ف)                                        | 24.4 (75.9)                                | 24.4 (75.9)                                | 25.0 (77.0)                                | 25.6 (78.1)                                | 25.6 (78.1)                                | 25.0 (77.0)                                | 25.0 (77.0)                                | 25.0 (77.0)                                | 24.4 (75.9)                                | 24.4 (75.9)                                | 24.4 (75.9)                                | 24.4 (75.9)                                | 24.8 (76.6)                                |
| معدل هطول الأمطار مم (إنش)                                               | 29.3 (1.15)                                | 10.1 (0.40)                                | 13.1 (0.52)                                | 64.7 (2.55)                                | 225.1 (8.86)                               | 235.0 (9.25)                               | 168.5 (6.63)                               | 219.9 (8.66)                               | 253.9 (10.00)                              | 330.7 (13.02)                              | 252.3 (9.93)                               | 104.6 (4.12)                               | 1٬907٫2 (75.09)                            |
| متوسط الأيام الممطرة (≥ 0.1 mm)                                          | 2.9                                        | 1.3                                        | 1.4                                        | 4.9                                        | 15.0                                       | 16.0                                       | 14.0                                       | 15.0                                       | 17.0                                       | 20.0                                       | 16.0                                       | 7.5                                        | 131.0                                      |
| ساعات سطوع الشمس الشهرية                                                 | 228.9                                      | 245.2                                      | 183.9                                      | 173.1                                      | 108.5                                      | 116.3                                      | 106.1                                      | 118.1                                      | 99.2                                       | 103.9                                      | 139.8                                      | 120.5                                      | 1٬743٫5                                    |
| متوسط طول النهار اليومي                                                  | 11.7                                       | 11.8                                       | 12.1                                       | 12.3                                       | 12.4                                       | 12.6                                       | 12.6                                       | 12.4                                       | 12.2                                       | 11.9                                       | 11.7                                       | 11.6                                       | 12.1                                       |
| نسبة وصول أشعة الشمس                                                     | 63                                         | 74                                         | 49                                         | 47                                         | 28                                         | 31                                         | 27                                         | 31                                         | 27                                         | 28                                         | 40                                         | 34                                         | 40                                         |
| المصدر #1: المنظمة العالمية للأرصاد الجوية                               |                                            |                                            |                                            |                                            |                                            |                                            |                                            |                                            |                                            |                                            |                                            |                                            |                                            |
| المصدر #2: ETESA (sunshine data recorded at Albrook Field) Weather Spark |                                            |                                            |                                            |                                            |                                            |                                            |                                            |                                            |                                            |                                            |                                            |                                            |                                            |

## اقتصاد

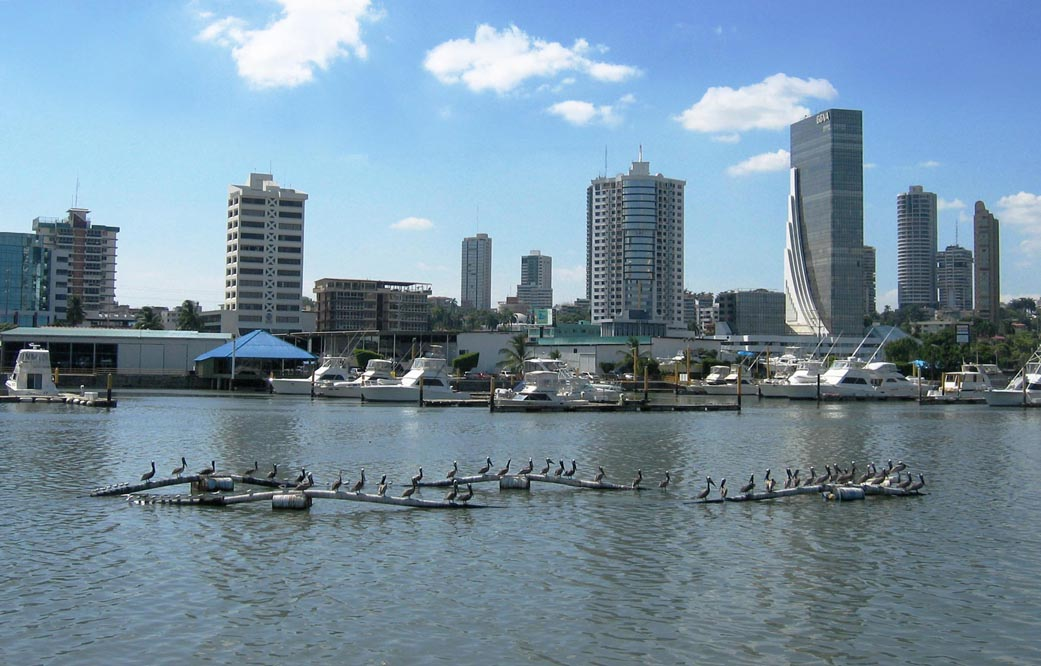
بنما

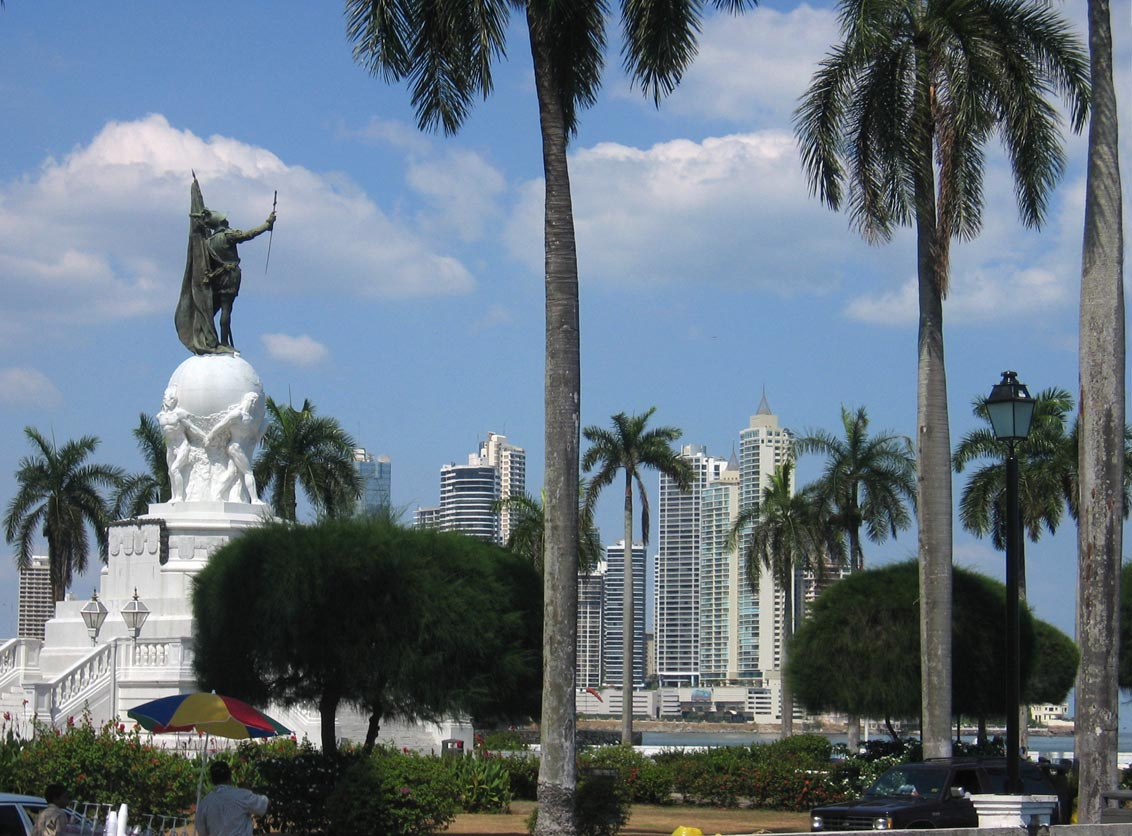
ساحة بالبوا المستكشف الأسباني

مدينة بنما تجمع ما مجموعه 79 من المصارف، اثنين منهم وطنية. وتفتخر المدينة بكونها تجذب سياح، وهو أن يتوقفوا عن الوجهات الأخرى المجاورة في البلد، وكذلك هي مقصد سياحي في حد ذاته. والمدينة هي أيضا مسؤولة عن إنتاج نحو 55 في المئة من الناتج المحلي الاجمالي للبلد. ذلك لأن معظم الأعمال التجارية تقع في المدينة ومنطقة تجمعها الحضري.
أنظمة الاتصالات متطورة للغاية، هي من بين الأكثر موثوقية في أمريكا الوسطى. استخدام شبكة الإنترنت على نطاق واسع في بنما بسبب الدخل المرتفع.

## البنية الأساسية

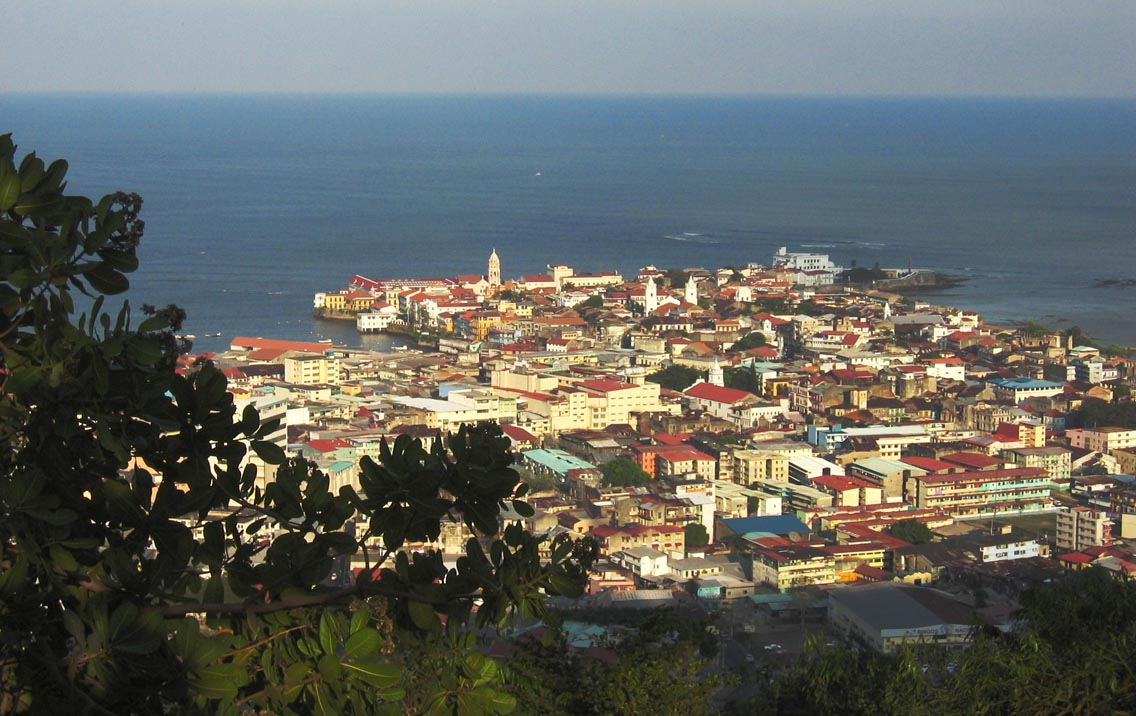
كاسكو فيجو (المدينة القديمة) من تل أنكون

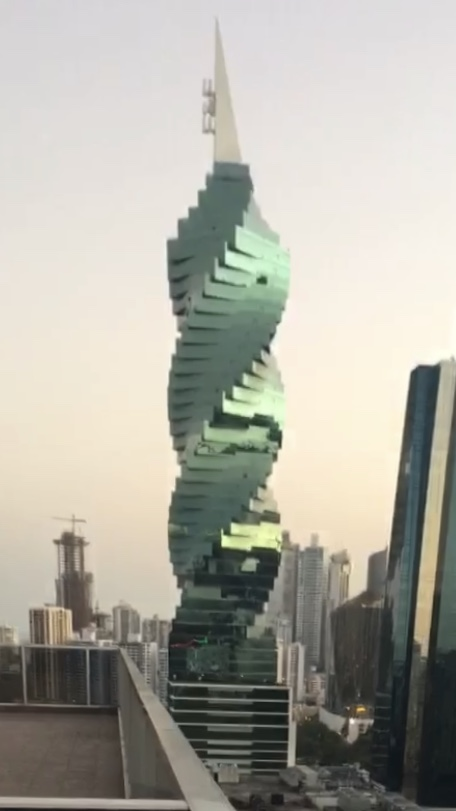
برج F&F، المعروف أكثر باسم "El tornillo" أو "La torre tornillo" والذي يعني "المسمار" أو "البرج اللولبي"

### العمارة والمباني
تتميز المنطقة القديمة في بنما (أو كاسكو فيجو، بنما) بالعديد من الأساليب المعمارية، من المباني الاستعمارية الإسبانية إلى المنازل الفرنسية والأنتيلية التي بُنيت أثناء بناء قناة بنما. تحتوي المناطق الأكثر حداثة في المدينة على العديد من المباني الشاهقة، والتي تشكل معًا أفقًا كثيفًا للغاية. في مدينة بنما حاليا أكثر من 110 من المشاريع الشاهقة التي يجري تشييدها، 127 مع المباني الشاهقة بنيت بالفعل. وتحتل المدينة المرتبة 45 في العالم من حيث عدد المباني الشاهقة.
تنقسم المدينة إلى اربع جهات:
- بنما مترو.
- بنما استي.
- بنما ويستي.

### فن العمارة
بنما الحي القديم (Casco Viejo) يمثل دوراً مهماً في عديد أنواع فن العمارة٬ من النمط المعماري الإسباني إلى الفرنسي والأنتيلي

## معرض صور

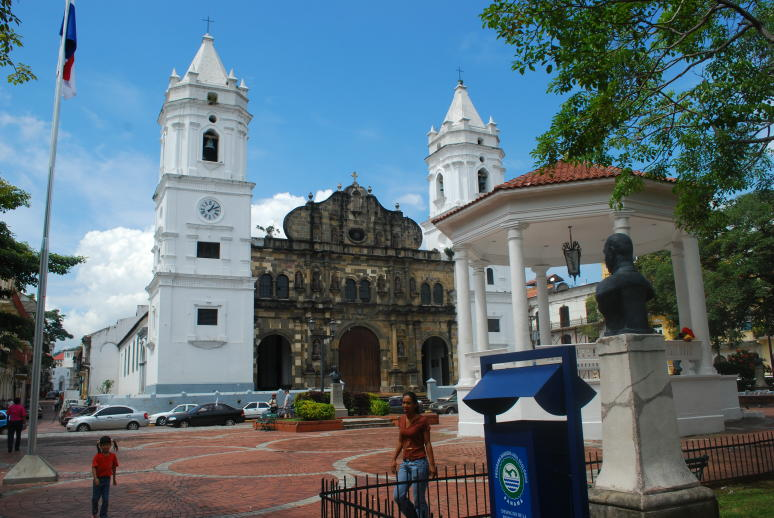
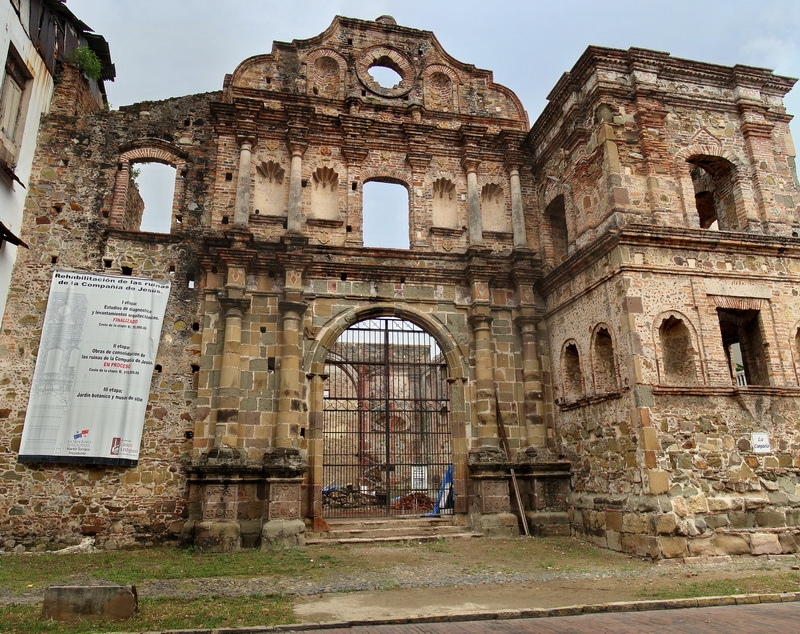
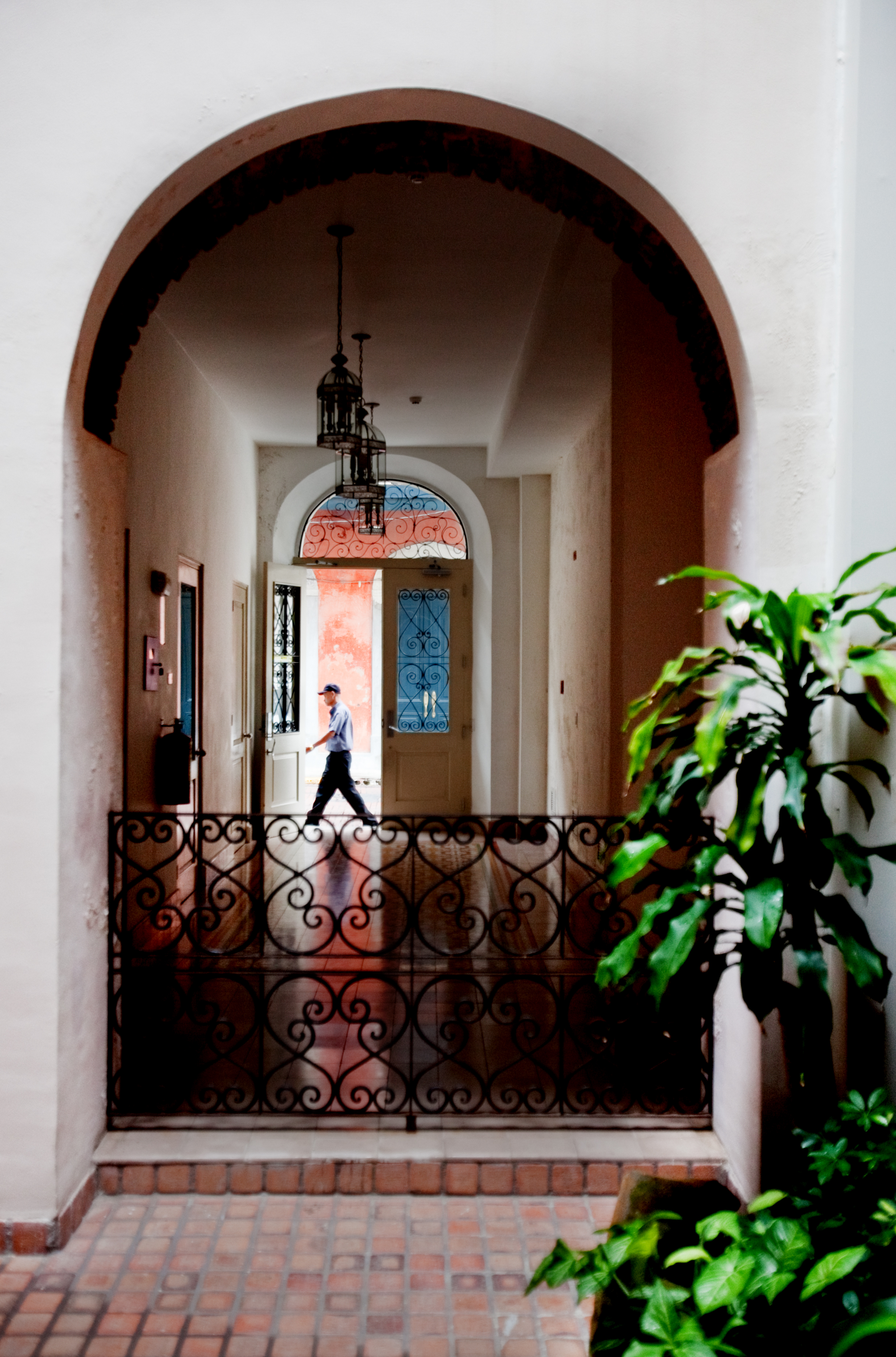
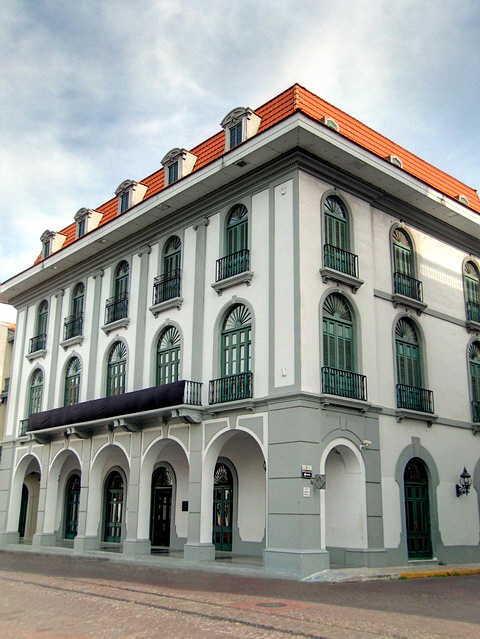